# Der Sieger geht leer aus
Der Sieger geht leer aus (Winner Take Nothing) ist eine Sammlung von Kurzgeschichten des US-amerikanischen Schriftstellers Ernest Hemingway. Sie besteht aus 14 Storys und erschien 1933 im Verlag Charles Scribner’s Sons. Es handelt sich nach Männer ohne Frauen und In unserer Zeit um Hemingways dritte Anthologie mit Kurzgeschichten. Wie die vorher gegangenen Sammlungen enthält auch Der Sieger geht leer aus bedeutende Erzählungen, wie beispielsweise Ein sauberes, gutbeleuchtetes Café.
Nach dieser Kurzgeschichtensammlung erschienen Hemingways Storys nur noch einzeln oder in Gesamtausgaben, wie etwa The Fith Column and the First Forty-Nine Stories.
Die deutsche Übersetzung stammt von Annemarie Horschitz-Horst und erschien 1958 im Rowohlt Verlag. Die Kurzgeschichten erschienen bereits zuvor im Jahr 1951 in deutscher Übersetzung in der Anthologie 49 Stories, ebenfalls im Rowohlt Verlag.
Der Sieger geht leer aus enthält folgende Kurzgeschichten:
- Nach dem Sturm
- Ein sauberes, gutbeleuchtetes Café
- Das Licht der Welt
- Gott hab euch selig ihr Herren
- Wetterumschwung
- So wie Du niemals sein wirst
- Die Mutter eines Schwulen
- Eine Leserin schreibt
- Huldigung an die Schweiz
- Ein Tag Warten
- Eine Naturgeschichte der Toten
- Wein aus Wyoming
- Der Spieler, die Nonne und das Radio
- Väter und Söhne